# فرانسوآ پرویس
فرانسوآ پرویس (فرانسوی: François Pervis‎؛ زادهٔ ۱۶ اکتبر ۱۹۸۴) دوچرخه‌سوار اهل فرانسه است.
وی همچنین برندهٔ جوایزی همچون لژیون دونور شده‌است.
وی در مسابقات کشوری و بین‌المللی در مجموع برندهٔ ۶ مدال طلا، ۴ مدال نقره، ۱۰ مدال برنز شده‌است.